# Meconopsis violacea
Meconopsis violacea är en vallmoväxtart som beskrevs av F. K. Ward. Meconopsis violacea ingår i släktet bergvallmor, och familjen vallmoväxter. Inga underarter finns listade i Catalogue of Life.